# Gigi Ravelli
Gigi Ravelli (Laren, 28 juin 1982) est une actrice et présentatrice néerlandaise, elle est surtout connue pour son rôle de Lorena Gonzalez dans le soap opéra  Goede tijden. Ravelli a des origines italiennes.

## Filmographie
- 2011 : Gooische Vrouwen : Gigi Ravelli
- 2012 : Kill Dead Zombie : Kim
- 2013 : Verliefd op Ibiza : Zara
- 2013 : Droomvrouw : Jessica van Beesd
- 2013 : APP : "onbekend"